# Alledaags racisme
Alledaags racisme is een in 1984 gepubliceerd boek van de antropologe Philomena Essed over racisme in Nederland. De auteur promoveerde in 1990 cum laude aan de Universiteit van Amsterdam op het onderwerp Understanding Everyday Racism, een theoretische verdieping die voortborduurde op een eerdere doctoraalscriptie. De handelseditie van dat proefschrift, Inzicht in alledaags racisme, verscheen in 1984 bij Feministische uitgeverij Sara.

## Terminologie
"Alledaags racisme" is de term die Essed hanteert voor bewuste en onbewuste racistische uitingen die mensen meemaken in de alledaagse omgang met mensen buiten hun etnische groep. Op dezelfde wijze gebruikte Opzij de titel "Alledaags seksisme" jarenlang voor een rubriek waarin voorbeelden van bewuste en onbewuste seksistische uitingen werden geplaatst.

## Onderzoek
Voor de scriptie werden 55 vrouwen in de leeftijd van 20 tot 45 jaar, 27 Surinaamse vrouwen in Nederland en 28 zwarte vrouwen in grote steden uit Californië in de Verenigde Staten, gevraagd naar hun ervaringen met racisme. De auteur nam daarvoor zelf de interviews af. Dat het onderzoek zich op vrouwen concentreert, komt voort uit het feminisme van de auteur. Witte feministes verkeren volgens de auteur in de dubbelzinnige positie dat zij zich enerzijds kunnen herkennen in de discriminatieverschijnselen, maar zich anderzijds niet kunnen voorstellen dat ze zelf ook potentieel racistisch zijn. Bij deze groep leidt het inzicht dat zij niet alleen slachtoffers, maar ook onderdrukkers zijn tot rivaliteit: 'Er ontstaat een soort concurrentiestrijd in wie nu het zieligst is.' De ervaringen lopen uiteen van bejaarden die 'niet door een zwarte verpleegster geholpen willen worden en dit ook botweg op die manier meedelen tot het negeren van zwarte mensen bij een lange rij wachtenden in een winkel, of juist het hinderlijk volgen van een zwarte vrouw in een supermarkt' uit angst voor diefstal. Bij de ontvangst van het eerste exemplaar van het boek zei Irene van Lippe-Biesterfeld: "Racisme is in eerste instantie geen probleem van zwarte, maar van witte mensen".

## Conclusies
Essed definieert de term "alledaags racisme" als het racisme dat etnische groepen meemaken in de alledaagse omgang met mensen buiten hun etnische groep. Alledaags racisme wordt dus gedefinieerd vanuit de perceptie van de mensen die het racisme ondervinden. Het kan daarbij gaan om racisme op cultureel, institutioneel en individueel niveau, waar de schrijfster in het boek nader op ingaat. Daarbij is het niet van belang of er sprake is van bewust en opzettelijk racisme: 'Bewust of onbewust, gewild of niet, iedere witte persoon in de Nederlandse samenleving profiteert direct of indirect van de eigen bevoorrechte positie ten opzichte van zwarte medeburgers.' Vanwege de vaak onbewuste aard van het verschijnsel achtte Essed het zinloos om racisme te bestrijden met voorlichting over etnische minderheden, maar vond zij 'dat er eerst begonnen moet worden met het onderzoeken van racisme in de eigen cultuur.'
Volgens Essed waren Nederlanders in het algemeen niet bereid hun onschuld en het imago van een tolerant land los te laten. Zij zag dat als een reden voor de ontkenning van het bestaan van racisme in Nederland.

## Nederland versus Amerika
Een verschil tussen de Amerikaanse en de Surinaamse ondervraagden was dat de eersten naar eigen zeggen al jong hadden geleerd om discriminatie te benoemen als racisme, terwijl de laatsten 'geneigd zijn de oorzaak bij zichzelf te zoeken. Had ik maar in Suriname moeten blijven, nu moet ik niet zeuren.' Een paradoxaal effect van discriminatie zou zijn dat het slachtoffer in een winkel soms voorrang krijgt:

Het komt vrij vaak voor dat als ze een zwarte hun winkel zien binnenkomen ze al die andere klanten laten staan en jou komen helpen. Dan voel je je op dat moment hartstikke lullig. Want ja, ze zien een zwarte en 'die steelt' denken ze dan meteen. Misschien hebben ze slechte ervaringen en komt dat wantrouwen gelijk naar boven als je binnenkomt. Ze komen dan vlug zodat je weer snel terug kan keren. Dan denk ik meteen: ach, barsten jullie maar. Ik heb jullie spullen niet nodig. Zodra ik dat zie ga ik meteen de winkel uit hoor.
— Rita, Nederland.

Er was altijd de frustratie dat je in wezen steeds tegen een muur opliep. Je wist dat hoe je het ook draaide of keerde, omdat je zwart was zou je geen betere behandeling krijgen. Neem bijvoorbeeld de kwestie met het hebben van een encyclopedie. We hádden die boeken thuis en ik gebruikte ze gewoon voor het maken van huiswerkopdrachten. De docenten wilden echter vaak niet geloven dat ik wist hoe ik een encyclopedie moest gebruiken. Mijn vader en moeder hadden op de universiteit gezeten dus ik wist hoe ik een naslagwerk moest raadplegen. Maar ze beschuldigden me ervan dat iemand anders mijn stukken schreef.
— Bernice, Berkeley (VS).

Zwarte onderzoekers die racisme als onderwerp kozen, werden volgens Essed door de universitaire wereld wantrouwend bejegend, omdat 'er benauwd gedaan wordt over de kwaliteit van het onderzoek.'
In 'Dutch Racism' (onder redactie van Philomena Essed and Isabel Hoving, uitgegeven op 1 januari 2014 met ISBN 978-94-012-1009-6 in de wetenschappelijke reeks 'Thamyris/Intersecting: Place, Sex and Race', nr. 27) worden drie zaken onderscheiden die typisch zouden zijn voor het Nederlandse racisme:
1. een permanente staat van ontkenning
2. het zich verschuilen achter onschuld
3. de wrok over de privileges die Nederlanders langzaam ontnomen dreigen te worden

## Kritiek
Nadat Essed in 1990 cum laude was gepromoveerd bij Chris Mullard met het proefschrift Understanding Everyday Racism, publiceerde zij een handelseditie genaamd Inzicht in Alledaags Racisme. Deze theoretische verdieping, deels gebaseerd op hetzelfde interviewmateriaal als Alledaags Racisme, werd hevig bekritiseerd. Zo schreef sociologe en journaliste Emma Brunt dat "iedere methodologische verantwoording ontbreekt, dat de logica geheel wordt opgeofferd aan de strijdbaarheid, en dat begrippen door elkaar krioelen als palingen in een mandje." NRC-redacteur Hans Moll viel de studie aan op de in zijn ogen vage begrippen, gebrekkige onderbouwing en onhoudbare conclusies, en klaagde dat het onderwerp racisme "wordt gemonopoliseerd door pretentieuze warhoofden a la Essed."